# Botos Flórián
Botos Flórián (Salgótarján, 1973–) roma származású magyar zenész és képzőművész.

## Életútja, munkássága
Apai ágon munkás, anyai ágon zenész családból származik, már kisgyermekként érdekelte a rajz és a zene. Rajzolni, festeni először anyja és nagyanyja tanította. Autodidakta módon tanult meg festeni, rajzolni, közben zenekarban dobolt. A képzőművészetben Balázs János, Péli Tamás, Szentandrássy István művészetét tartotta példaértékűnek. 1986-ban alapító tagja volt a Rottmans nevű zenekarnak, 1989-től reggie-t, funkyt, soult játszó együttesben zenélt.
1992-ben, apja halála után Budapestre költözött, ahol folytatta a zenélést és  rajzolást. 1996-ban egy jelentős fordulat következett be életében, családjával együtt megtért, evangélikus hitre, s ezután hosszú éveken át egy Hit-Hopp elnevezésű evangélikus roma zenekarban játszott. Grafikája egyedi irányt vett, a bibliai történetek szövegének betűiből alakította ki képeit, a szöveg szerinti bibliai jeleneteket ábrázolva.
Első önálló kiállítása a magyarországi Roma Parlament Galériájában volt 2000 áprilisában.
Majd ezt követően alkotásai szerepeltek az Roma képzőművészek III. országos kiállításán Budapesten és a Salgótarjánban megrendezett Balázs János emlékkiállítás fő vendége volt.
Botos Flórián első alkotásaiból a budapesti Néprajzi Múzeum is vásárolt.
Szintén 2000-ben megalakította Magyarország első Latinos hangzású Roma zenekarát az "Impro-Rom" együttest. 2000 novemberében Stúdióba vonultak és elkészítették első lemezüket Impro Roma "Latina" címmel
Az Impro Rom kellemes fülbemászó dalait országszerte siker fogadta, ezrek tapsoltak koncertjeiken a lemez címadó dalára "Sír a szív, a szél" vagy az általuk feldolgozott, jól felpörgetett "Gelem Gelem" című  Cigány himnuszra.
2001-ben feleségével és gyermekeivel együtt kivándorolt Kanadába, majd Vancouver-ben telepedett le, ahol betűrajz művészeti alkotásai "Picture From a Thousand Words" címen 2002 óta mind a mai napig kiállításokon szerepel.
Munkássága és új alkotásai követhetők  a "Flo Art Botos" Facebook oldalán. Képei láthatók Magyarországon is a Roma Parlament állandó kiállításán.
2009-ben egy budapesti szakrális kiállításon, Keresd az Istent – kisdedet találsz, szerepeltek képei.

## Ars poétikája
„Hiszem, hogy Isten minden igéje üzenet, kiáltó szó a világba, az emberhez. Engem mindig az vezetett, hogy örömöt szerezzek azoknak, akik érdeklődnek a zeném, a rajzaim iránt.”

## A 2009-es Cigány festészet című albumba beválogatott képei
- Mózes (tus, papír, 38x47 cm, 1999)
- A vérfolyásos asszony - Máté evangéliumából (tus, papír, ó0x40 cm, 2000)
- Ezékiel (tus, papír, 60x40 cm, 2000)
- Irgalmas szamaritánus (tus, papír, 50x40 cm, 2001)
- János jelenésekről (tus, papír, 50x40 cm, 1999)
- Zsoltárok 150. 4-6 (tus, papír, 50x40 cm, 2003)
- Cigány himnusz (tus, papír, 45x40 cm, 2005)[2]